# Proton Exora
La Proton Exora è un'automobile monovolume a cinque porte prodotta dalla casa automobilistica malese Proton a partire dal mese di aprile 2009.

## Il contesto
La Exora è la prima monovolume prodotta dalla Proton e anche il primo veicolo di questo segmento progettato interamente in Malaysia.
La vettura è equipaggiata con il nuovo motore Campro 1.6 sviluppato dall'azienda malese congiuntamente con la Lotus (controllata anch'essa dalla Proton) e montato anche sulla Proton Persona. Questo motore è dotato di fasatura variabile delle valvole ed è in grado di erogare 125 Cv consentendo alla Exora di raggiungere 165 km/h di velocità massima.